# Stanisław Karpała (1891–1973)
Stanisław Karpała, ps. „Skała” (ur. 25 marca 1891 w Cianowicach, zm. 23 marca 1973 w Kaliszu) – polski polityk ruchu ludowego, rolnik i snycerz, porucznik Batalionów Chłopskich. Starosta kaliski (1945–1946), poseł na Sejm Ustawodawczy.

## Życiorys
Zdobył wykształcenie podstawowe. W 1911 ukończył w Krakowie praktykę w zakresie rzeźbiarstwa, uczęszczał na wieczorowe kursy szkoły uzupełniającej. Od 1912 służył w Armii Imperium Rosyjskiego, w 1919 powrócił do Polski i rozpoczął pracę w Straży Ogniowej. Objął także gospodarstwo rolne i dodatkowo zajmował się rzeźbiarstwem i snycerstwem (m.in. tworząc wyposażenie kościołów). W połowie lat 20. przeniósł się pod Kalisz. Kierował powiatowym zarządem Polskiego Stronnictwa Ludowego „Wyzwolenie”, natomiast w 1925 został sekretarzem zarządu powiatowego Stronnictwa Chłopskiego. Po zjednoczeniu ugrupowań ludowych kierował strukturami Stronnictwa Ludowego w powiecie. Tworzył ponadto lokalny oddział Związku Młodzieży Wiejskiej RP „Wici”.
W okresie okupacji przeniósł się do Kalisza, gdzie pracował w fabryce mebli. Został komendantem Obwodu Kalisz w ramach V Okręgu Łódzkiego Batalionów Chłopskich. Działał pod pseudonimem „Skała”, uzyskał stopień porucznika. Po wyzwoleniu w styczniu 1945 został powołany na starostę powiatu kaliskiego, zajmował to stanowisko przez czternaście miesięcy (do złożenia rezygnacji). Działał w tym okresie w Polskie Stronnictwo Ludowym (mikołajczykowskim). Po rozłamie w tej partii objął stanowisko prezesa powiatowego Polskiego Stronnictwa Ludowego „Nowe Wyzwolenie”. Wraz z nim w 1947 wstąpił do Stronnictwa Ludowego (lubelskiego), z jego ramienia w latach 1947–1952 pozostawał posłem na Sejm Ustawodawczy z okręgu Kalisz. Po zakończeniu kadencji powrócił do zawodu snycerza, tworząc m.in. dekoracje w kaliskich kościołach (św. Gotarda i św. Mikołaja) oraz w Opatówku.
Zmarł w 1973. Został pochowany na cmentarzu w Kaliszu (dzielnica Dobrzec).